# ماريو أند لويجي: بايبر جام
ماريو أند لويجي: بايبرجام (بالإنجليزية: Mario & Luigi: Paper Jam)‏ و (باليابانية: マリオ&ルイージRPG ペーパーマリオ) هي لعبة فيديو مطورة من قبل شركة ألفا دريم ومنشورة بواسطة نينتندو لأجهزة نينتندو 3دي أس وتعتبر اللعبة النسخة الخامسة من سلسلة ألعاب بايبر ماريو في 22 يناير 2016.